# Калкански кругови (1. сезона)
Прва сезона драмске телевизијске серије Калкански кругови емитовала се од 6. марта до  11. априла 2021. године на каналима Суперстар ТВ и РТС 1. 
Прва сезона се састоји од десет епизода.

## Радња
Главни јунак серије "Калкански кругови" је Дејан Матић који одлучује да прекине рад у свом архитектонском бироу кад му полиција приведе ћерку Миону. 
Заједно са ћерком сели се у Дол, родно село његовог оца. Нада се да ће у Долу ћерку одвојити од лошег друштва и лоших навика, те обновити међусобну блискост, изгубљену током Миониног одрастања и Дејановог бављења својом каријером.
Међутим, уместо очекиваног мира, у Долу их очекују тајне и неразјашњени односи који су спремни да и њима и свима око њих помрсе конце и направе неочекивани преокрет, али откривају и део породичне историје коју су њихови преци желели да сакрију.

## Епизоде
| Бр. еп. (укупно) | Бр. еп. (у сезони) | Наслов | Редитељ       | Сценариста         | Премијера       |
| --- | ------------------ | ------ | ------------- | ------------------ | --------------- |
| 1 | 1                  |        | Милан Караџић | Ђорђе Милосављевић | 13. март 2021.  |
| Дејан Матић одлучи да прекине рад у свом архитектонском бироу кад му полиција приведе ћерку Миону. Заједно са ћерком пресели се у Дол, родно село његовог оца. Нада се да ће у Долу ћерку одвојити од лошег друштва и лоших навика, те обновити међусобну блискост, изгубљену током Миониног одрастања и Дејановог бављења својом каријером. У породичној кући у Долу чека их стриц Велибор, спреман да им помогне у привикавању на ново окружење. Он их упознаје и са сукобом који је поделио Дол - повратник из иностранства, имућни предузетник Макса жели да на простору тзв. Забрана, шуме коју користе Дољани, подигне модеран хотелски комплекс. Отпор му пружају Велибор и Вера Јаковљевић, дољанска учитељица и Дејанова симпатија из младости. |                    |        |               |                    |                 |
| 2 | 2                  |        | Милан Караџић | Ђорђе Милосављевић | 14. март 2021.  |
| Мионин младић, деликвент Бојан, дошао је са својим агресивним друштвом у село Дол у које се она склонила са оцем, архитектом Дејаном. Миона је била три дана у затвору, јер је код себе скривала Бојанов револвер. Миона убеђује Бојана да ништа о њему није причала полицији, али његови пријатељи нису уверени у то да она говори истину. Међу њима је присутан и Дејан који покушава да смири ситуацију у којој темпераментни млади људи једни другима прете упереним револверима. Међу њима се појави Дејанов стриц, Велибор, с пушком. Бојан и његови пријатељи се повуку. Миона каже Бојану да више не жели да буде у љубавној вези са њим. |                    |        |               |                    |                 |
| 3 | 3                  |        | Милан Караџић | Ђорђе Милосављевић | 20. март 2021.  |
| Миона је у селу упознала Стефана, младића чији је отац богати бизнисмен Макса. Изађе са Стефаном у ресторан, али тамо види криминалце који је прогоне. Миона побегне из ресторана. Дејан се поверава свом стрицу Велибору да не може да изађе на крај са Мионом. Дејан мисли да јој је потребна слобода, али не зна где да јој постави границе. Миона тражи од њега да има поверења у њу чак и ако га она није заслужила. Велиборовом комшији, Љуби Стојковићу, претили су нападачи. Велибор мисли да је те нападаче послао Макса да би за што мањи новац добио Љубину земљу. |                    |        |               |                    |                 |
| 4 | 4                  |        | Милан Караџић | Ђорђе Милосављевић | 21. март 2021.  |
| Дејан у селу Дол обнавља романсу са учитељицом Вером са којом је пре тридесет година био у љубавној вези. Миона је сумњичава према Дејановом стрицу, Велибору. Она сматра да Велибор одржава везу са мистериозном маскираном особом која се крије у шуми. Велибор се заиста брине о тој особи из шуме и запрети јој да неће више да води рачуна о њој уколико се буде приближавала становницима села. Шетајући по шуми, Дејан сретне атрактивну Светлану, жену која ради у заводу за заштиту споменика. Она истражује рушевине непознате грађевине која се налази на ободу села. |                    |        |               |                    |                 |
| 5 | 5                  |        | Милан Караџић | Ђорђе Милосављевић | 27. март 2021.  |
| Стефанов отац Макса настоји да буде љубазан према Миони, јер жели што боље односе са њеним оцем, Дејаном, од кога очекује да буде архитекта амбициозног пројекта којег Макса жели да реализује. Дејан се посвађао са стрицем Велибором који се оштро противи томе да Макса у њиховом селу Дол направи туристички комплекс. Пред Дејаном је одлука којем од њих двојице ће се приклонити. Миона је убеђена да Велибор крије неку мрачну тајну и да је то узрок његовог повременог чудног понашања. |                    |        |               |                    |                 |
| 6 | 6                  |        | Милан Караџић | Ђорђе Милосављевић | 28. март 2021.  |
| Архитекта Дејан Матић, који је одлучио да се са ћерком Мионом пресели у село Дол, потпуно се адаптирао на локални начин живота. Обновио је и љубавну везу са сеоском учитељицом Вером у коју је је био заљубљен пре тридесет година. Док је Дејан са Вером, Миона се видела са момком, Бојаном, у којег је заљубљена и због чијих је криминалних послова и била принуђена да иде у село. Она је мислила да Бојан хоће да је одведе у Београд, али он је дошао у село само да би проверио да ли га је Миона одала полицији и колико њен отац зна о његовим проблемима с законом. |                    |        |               |                    |                 |
| 7 | 7                  |        | Милан Караџић | Ђорђе Милосављевић | 3. април 2021.  |
| Пољопривредник Велибор и Бора, власник продавнице у селу Дол, посипају креч у обронцима шуме коју називају Забраном. На тај начин одржавају стари обичај којим се не дозвољава никоме а уђе у тај мистериозни део шуме. Велибор каже Миони, ћерки његовог синовца, Дејана, да ће само њој открити тајне које се скривају у шуми. Локални богаташ, Макса, организује забаву на коју дођу бројни гости, међу којима су и Дејан и Миона. Макса заправо жели да одобровољи становнике села Дол, да му они не би правили проблеме у вези са планом о градњи великог хотелског комплекса у селу. Међу окупљенима код Максе појави се и нежељени гост - Велибор.                                                                                                |                    |        |               |                    |                 |
| 8 | 8                  |        | Милан Караџић | Ђорђе Милосављевић | 4. април 2021.  |
| Велибор је затворио Миону у брвнару у шуми. Дејан покушава да пронађе Миону. Оде код Велибора и пита га да ли је видео Миону. Велибор му одговори да није видео Миону. Каже Дејану да је Миона можда отишла у Београд. Дејан наставља да тражи Миону по селу. Велибор оде код Мионе у брвнару. Каже јој да ће јој испричати све што је од суштинске важности за Забран у шуми у који су пре више од сто година војници склањали оболеле од губе. |                    |        |               |                    |                 |
| 9 | 9                  |        | Милан Караџић | Ђорђе Милосављевић | 10. април 2021. |
| Да би учврстио везу са Вером, Дејан јој саопшти да неће да ради за контроверзног инвеститора, Максимовића, са којим је Вера у отвореном сукобу. Међутим, за везу Дејана и Вере опасност је и заводљива историчарка уметности, Светлана, на чије чари Дејан није имун. Дејанов стриц, Велибор, из непознатих разлога затворио је Миону у брвнари у шуми, али се пред Дејаном претвара да не зна где је она и тобоже забринуто се распитује о томе шта је могло да јој се догоди. Дејан сумња да је Велибор искрен према њему. |                    |        |               |                    |                 |
| 10 | 10                 |        | Милан Караџић | Ђорђе Милосављевић | 11. април 2021. |
| Миона је са оцем Дејаном напустила Београд и отишла у село Дол, из којег потичу њихови преци. Отишла је из Београда да би побегла од лошег друштва у које ју је увукао њен младић, Бојан. Међутим, то лоше друштво које се, између осталог, бави и продајом дроге, дошло је у село Дол да би се обрачунало са Мионом. У њену одбрану стаје Петар, болесни младић који живи у шуми да га не би сместили у неку институцију за ментално оболеле. И Бојан се налази у великој дилеми: да ли да стане на страну Мионе као што јој је обећао или да буде лојалан криминалној групи у чије рђаве активности је дубоко уплетен. |                    |        |               |                    |                 |